# Minnesota
Pour les articles homonymes, voir Minnesota (homonymie).
Le Minnesota (/minesɔta/  ; en anglais : /ˌmɪnɪˈsoʊtə/  ou /ˌmɪnɪˈsoʊɾə/ ) est un État du Midwest des États-Unis, bordé à l’ouest par le Dakota du Nord et le Dakota du Sud, au nord par les provinces canadiennes du Manitoba et de l'Ontario, à l’est par le lac Supérieur et le Wisconsin et au sud par l’Iowa.

## Toponymie
Le mot Minnesota vient de « mní sóta », nom donné au fleuve Minnesota en dakota, de la famille des langues siouanes. Mní (parfois mini, ou minne) peut être traduit comme l'eau. Mní sóta est alors traduit comme « l'eau de couleur de ciel ». Beaucoup d'endroits dans l'état contiennent le mot de la langue des indiens dakota pour l'eau, tels que des chutes de Minnehaha (la chute d'eau), Minneiska (en) (l'eau blanche), Minnetonka (la grande eau), Minnetrista (l'eau tordue), et Minneapolis, combinaison du mot mni et du mot grec pour « ville », polis, signifiant donc « la ville de l'eau ».

## Histoire
Les premières traces d'occupation humaine dans l'État remontent à 9 000 ans, avec les ossements d'un individu surnommé le Browns Valley Man du fait de sa découverte près du village de Browns Valley en 1933. De ces premiers Amérindiens descendirent les Anichinabés et les Sioux. La pierre runique de Kensington, découverte en 1898 près de Kensington, suggère que des explorateurs scandinaves auraient atteint le milieu de l'Amérique du Nord durant le XIVe siècle. Cette affirmation est controversée et il pourrait s'agir d'un canular, cependant aucune des deux théories n'est pour l'instant scientifiquement prouvée. Les premiers blancs étaient donc des coureurs de bois canadiens au XVIIe siècle. Plus tard durant ce siècle, les Ojibwés émigrèrent au Minnesota, et cela causa des tensions avec les Sioux. Les explorateurs tels que Daniel Greysolon, sieur du Lhut, le père Louis Hennepin, et Joseph Nicollet, aidèrent à mettre cette région sur la carte.
En 1679, le Français Cavelier de la Salle explore le Mississippi et arrive dans l'actuel état du Dakota du Nord et surnomme la région « L'étoile du Nord » qui deviendra par la suite la devise de l'État.
À ses débuts, beaucoup de nouveaux colons étaient des Canadiens. Lorsque le commerce d'alcool fleurit, les officiers militaires américains interdirent aux Canadiens de vivre trop près du fort américain Fort Snelling. C'est alors que Pierre Parrant acheta une caverne et implanta une taverne qui fut la fondation de Saint-Paul. Dès 1840, la communauté canadienne était devenue importante comme centre de commerce et comme destination pour les colons qui émigrèrent vers l'ouest.
En 1841, le père Lucien Galtier fut envoyé comme chef spirituel des canadiens catholiques et construisit une chapelle au-dessus du plateau Lambert (Lambert's Landing), qu'il nomma pour son saint favori Saint-Paul. L'établissement prit donc le nom de Saint-Paul. Le territoire du Minnesota fut établi en 1849 et Saint-Paul devint sa capitale. En 1857, on vota pour déplacer la capitale à Saint-Pierre. Cependant, Joe Rolette, un administrateur, cacha le texte de la requête, et le 11 mai 1858, l'État du Minnesota devint le trente-deuxième État des États-Unis, avec Saint-Paul comme capitale.
La paroisse de St Louis, roi de France, est fondée en 1868 par un architecte français, très en vue à cette époque, Emmanuel Louis Masqueray. Bien que son église soit plus petite que la cathédrale St Paul ou la basilique St Mary, situées à Minneapolis et réalisées elles aussi par le même architecte. Masqueray avait une préférence pour cet édifice, qu'il surnommait sa « petite perle ».

## Géographie

Carte du Minnesota.

Le Minnesota est l'État américain le plus au nord, si l'on excepte l'Alaska. En effet, l'extrémité nord-ouest est la seule région des 48 États contigus qui se trouve au nord du 49e parallèle nord. Le Minnesota fait partie de l'ensemble régional désigné par le bureau de recensement sous l'appellation d'« Upper Midwest ». L'État est bordé par le Michigan, avec lequel il partage les eaux du lac Supérieur. Il est entouré par les États du Wisconsin à l'est, de l'Iowa au sud, du Dakota du Nord et du Dakota du Sud à l'ouest. Enfin, le Minnesota a une frontière avec le Canada au nord (provinces de l'Ontario et du Manitoba). D'une superficie de 228 365 km2, le Minnesota représente 2,25 % de la superficie des États-Unis et se classe au douzième rang des États les plus grands. Sa population comptait 4 919 479 habitants à la fin du XXe siècle (2000) et s'établit à 5 639 632 en 2019.
La capitale du Minnesota est Saint Paul, mais Minneapolis en est la ville la plus peuplée et est aussi très influente dans l'État et la région. Très proche de Saint Paul, on les appelle souvent les Twin Cities (villes jumelles).
Le fleuve Mississippi prend sa source au nord de l'État, dans le lac Itasca. Le Minnesota, qui en est l'affluent, prend aussi sa source dans l'État, au sud-ouest cette fois, avant de se jeter dans le grand fleuve près de Saint Paul.

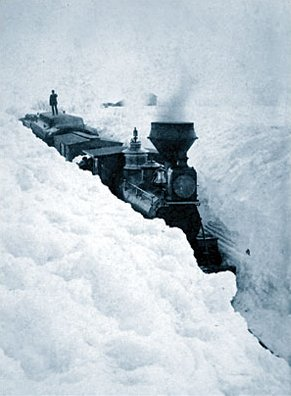
Un train bloqué par la neige, 1881.

### Climat
Les saisons d'hiver et d'été sont très prononcées dans le Minnesota. En hiver, il fait notoirement froid et les chutes de neige sont fréquentes. Par contre, comme dans la plupart des États continentaux des États-Unis, les étés sont chauds et humides. L'humidité est prononcée aussi à cause du grand nombre de lacs (plus de dix mille dans l'État). Aussi, il y a fréquemment des orages au printemps, en été et quelquefois en automne. Ces orages peuvent se transformer en tornades et donner lieu à des chutes de grêle. Le printemps et l'automne ne durent pas longtemps.
| Mois                              | jan.  | fév.  | mars | avril | mai  | juin | jui. | août  | sep. | oct. | nov. | déc.  | année |
| --------------------------------- | ----- | ----- | ---- | ----- | ---- | ---- | ---- | ----- | ---- | ---- | ---- | ----- | ----- |
| Température minimale moyenne (°C) | −19   | −16,2 | −9,1 | −1,7  | 4,2  | 9,2  | 12,8 | 11,8  | 6,9  | 1,7  | −5,8 | −15,1 | −1,6  |
| Température moyenne (°C)          | −18,9 | −10,9 | −4,2 | 3,7   | 10,4 | 15,4 | 18,9 | 17,6  | 12,3 | 6,5  | −2   | −10,7 | 3,5   |
| Température maximale moyenne (°C) | −8,8  | −5,7  | 0,5  | 9     | 16,6 | 21,7 | 25,1 | 23,3  | 17,7 | 11,3 | 1,8  | −6,3  | 8,8   |
| Précipitations (mm)               | 31    | 20,3  | 48,5 | 57,2  | 77   | 97   | 91,7 | 101,3 | 97,5 | 63,2 | 45,7 | 31,5  | 761,8 |

### Géologie

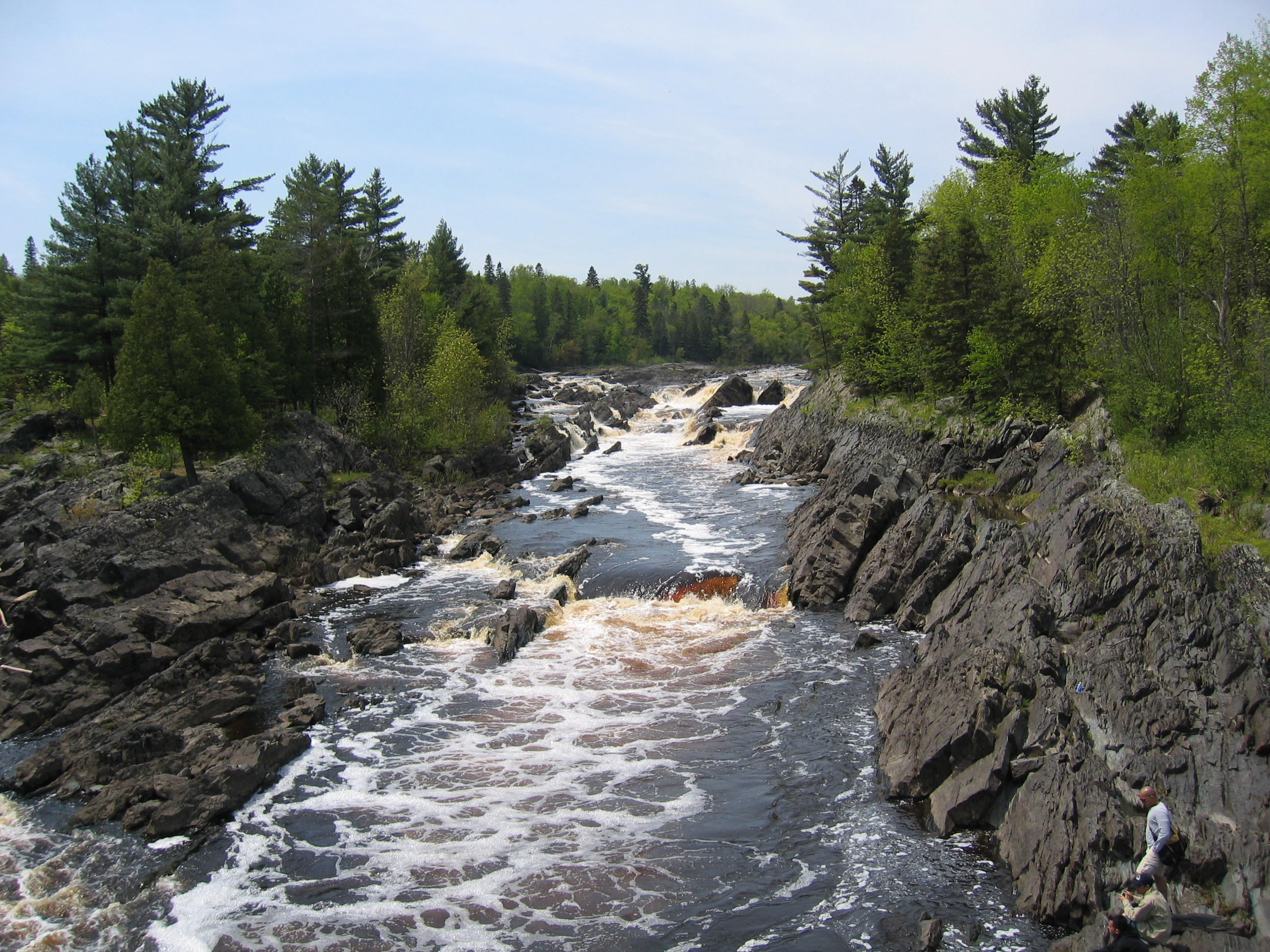
Strates rocheuses datant du milieu du Précambrien (Thompson Formation) dans le Parc d'État de Jay Cooke.

Le sous-sol du Minnesota renferme des roches très anciennes : certains gneiss granitiques sont vieux de près de 3,6 milliards d'années. Il y a environ 2,7 milliards d'années, la région était couverte par un océan au fond duquel s'épandait de la lave basaltique : ces couches de roches éruptives se sont accumulées pour former le bouclier canadien, qui concerne aujourd'hui le nord-est du Minnesota,. Après cet épisode d'intense activité volcanique, une période de stabilité suivit, il y a 1,1 milliard d'années.
L'Iron Range est une chaîne de montagnes qui se forma au nord-ouest du Minnesota. Elle fut lentement arasée par l'érosion glaciaire : la région connut en effet plusieurs périodes de glaciation. La dernière de ces grandes glaciations, appelée glaciation du Wisconsin, affecta la région jusqu'à 12 000 ans BP. L'inlandsis concerna l'ensemble de l'État, à l'exception de l'extrémité sud, une région baptisée Coulee Region, caractérisée par des collines et des cours d'eau qui dissèquent les strates superficielles de roche. Lorsque les glaciers reculèrent à la fin de la glaciation du Wisconsin, ils laissèrent des accumulations de moraines et de lœss fertiles. Le lac Agassiz, situé au nord-ouest, est contemporain de ce recul. Le Minnesota connaît une activité sismique très faible aujourd'hui : le séisme le plus important fut enregistré près de Morris en 1975 ; sa magnitude est estimée à 4,7 sur l'échelle ouverte de Richter.

### Hydrographie

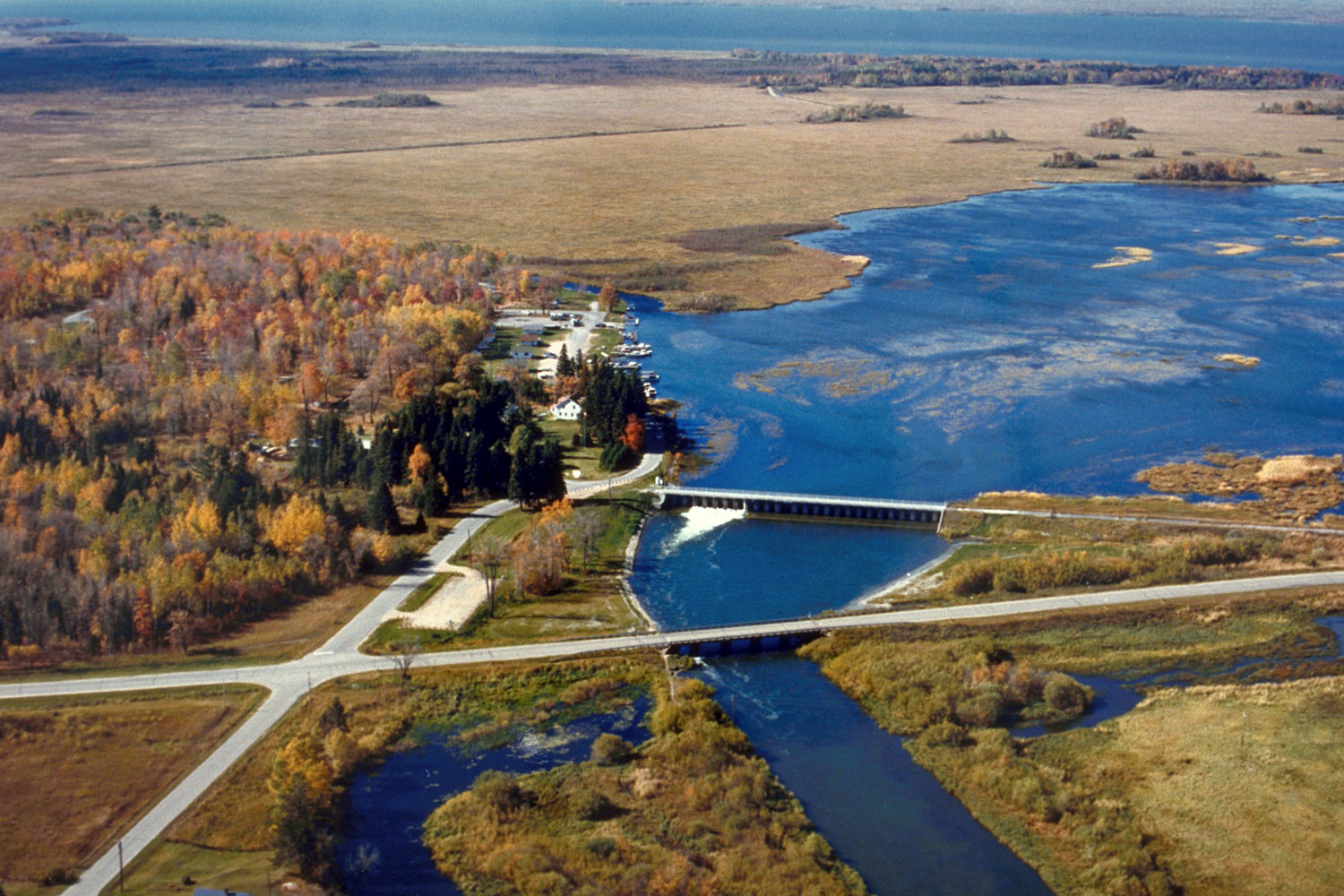
Le lac Leech.

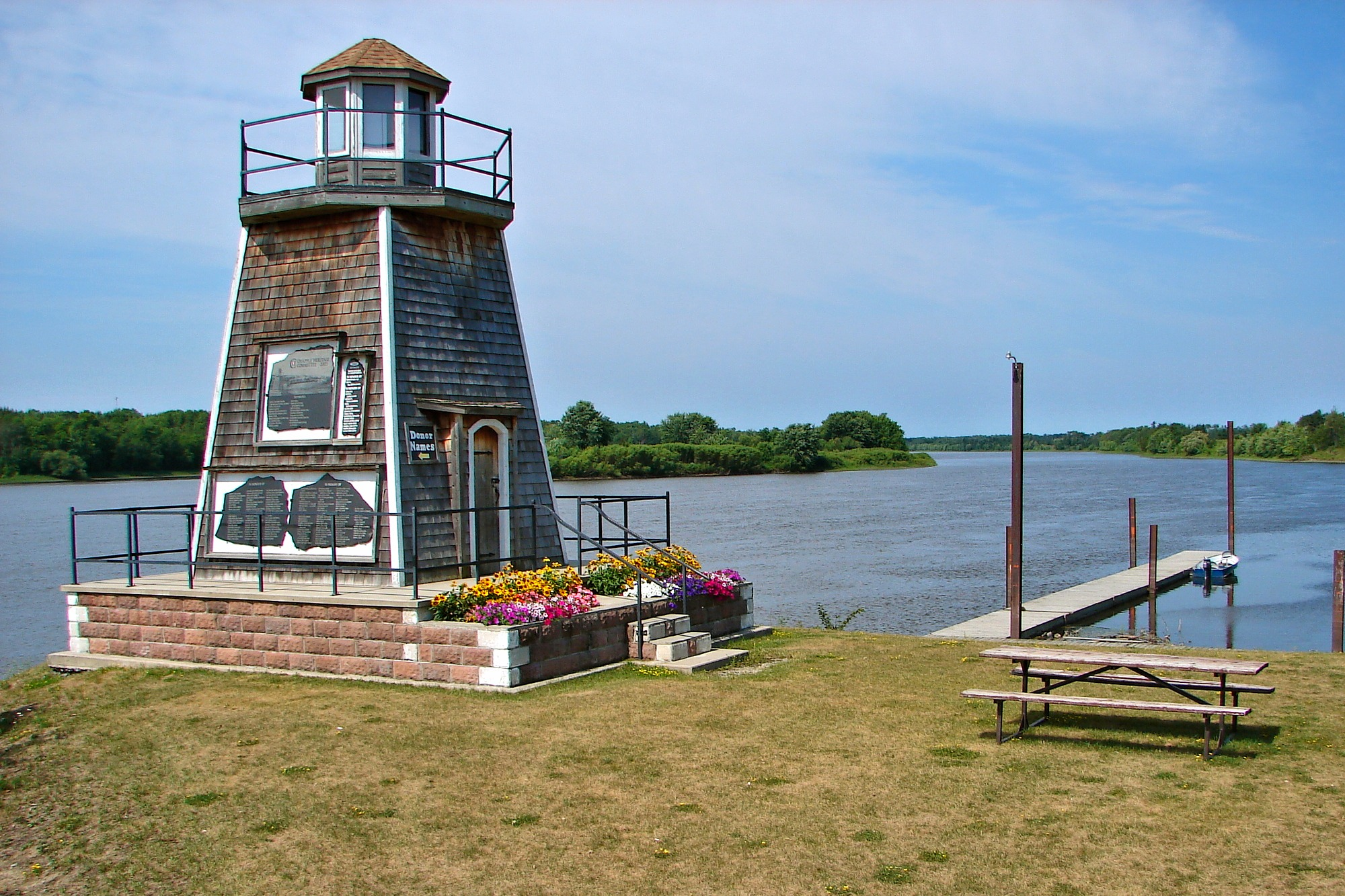
La rivière à la Pluie depuis l'Ontario au Canada.

On retrouve de nombreux lacs (11 842) et plus de 6 000 cours d'eau naturels et rivières au Minnesota. Les lacs les plus importants sont,, :
- Upper Red Lake
- Lower Red Lake
- Lac des Mille Lacs
- Lake Vermilion
- Lac à la Pluie
- Lac des Bois
- Lac Supérieur
- Lac Leech
- Winnibigoshish Lake Dam (en)
- Lac Pépin

Les plus importantes rivières du Minnesota pour leurs parts sont,, :
- Minnesota
- Mississippi
- Rivière à la Pluie
- Rivière Rouge
- Sainte-Croix

## Subdivisions administratives

### Comtés
L'État du Minnesota est divisé en 87 comtés.

### Agglomérations

#### Aires métropolitaines et micropolitaines
Le Bureau de la gestion et du budget a défini huit aires métropolitaines et seize aires micropolitaines dans ou en partie dans l'État du Minnesota.
| Zone urbaine                            | Population (2010)     | Population (2013)     | Variation (2010-2013) | Rang national (2013) |
| --------------------------------------- | --------------------- | --------------------- | --------------------- | -------------------- |
| Minneapolis-St. Paul-Bloomington, MN-WI | 3 223 495 (3 348 859) | 3 332 240 (3 459 146) | 3,4 % (3,3 %)         | (16)                 |
| Duluth, MN-WI                           | 235 612 (279 771)     | 236 000 (279 887)     | 0,2 % (0,0 %)         | (166)                |
| Rochester, MN                           | 206 877               | 211 853               | 2,4 %                 | 205                  |
| St. Cloud, MN                           | 189 093               | 191 306               | 1,2 %                 | 222                  |
| Mankato-North Mankato, MN               | 96 740                | 98 560                | 1,9 %                 | 353                  |
| Fargo, ND-MN                            | 58 999 (208 777)      | 60 661 (223 490)      | 2,8 % (7,1 %)         | (197)                |
| Grand Forks, ND-MN                      | 31 600 (98 461)       | 31 569 (100 748)      | -0,1 % (2,3 %)        | (351)                |
| La Crosse-Onalaska, WI-MN               | 19 027 (133 665)      | 18 799 (135 512)      | -1,2 % (1,4 %)        | (295)                |

| Zone urbaine             | Population (2010) | Population (2013) | Variation (2010-2013) | Rang national (2013) |
| ------------------------ | ----------------- | ----------------- | --------------------- | -------------------- |
| Brainerd, MN             | 91 067            | 91 763            | 0,8 %                 | 45                   |
| Faribault-Northfield, MN | 64 142            | 65 049            | 1,4 %                 | 122                  |
| Fergus Falls, MN         | 57 303            | 57 581            | 0,5 %                 | 161                  |
| Winona, MN               | 51 461            | 51 232            | -0,4 %                | 204                  |
| Red Wing, MN             | 46 183            | 46 464            | 0,6 %                 | 240                  |
| Bemidji, MN              | 44 442            | 45 670            | 2,8 %                 | 252                  |
| Willmar, MN              | 42 239            | 42 410            | 0,4 %                 | 282                  |
| Austin, MN               | 39 163            | 39 327            | 0,4 %                 | 318                  |
| Alexandria, MN           | 36 009            | 36 545            | 1,5 %                 | 362                  |
| Owatonna, MN             | 36 576            | 36 465            | -0,3 %                | 364                  |
| Hutchinson, MN           | 36 651            | 35 918            | -2,0 %                | 373                  |
| Albert Lea, MN           | 31 255            | 30 948            | -1,0 %                | 420                  |
| Marshall, MN             | 25 857            | 25 487            | -1,4 %                | 468                  |
| New Ulm, MN              | 25 893            | 25 332            | -2,2 %                | 471                  |
| Worthington, MN          | 21 378            | 21 617            | 1,1 %                 | 504                  |
| Wahpeton, ND-MN          | 6 576 (22 897)    | 6 557 (22 896)    | -0,3 % (0,0 %)        | (490)                |

En 2010, 88,9 % des Minnésotains résidaient dans une zone à caractère urbain, dont 76,6 % dans une aire métropolitaine et 12,4 % dans une aire micropolitaine. L'aire métropolitaine de Minneapolis-St. Paul-Bloomington regroupait à elle seule 60,8 % de la population de l'État.

#### Aires métropolitaines combinées
Le Bureau de la gestion et du budget a également défini huit aires métropolitaines combinées dans ou en partie dans l'État du Minnesota.
| Zone urbaine                      | Population (2010)     | Population (2013)     | Variation (2010-2013) | Rang national (2013) |
| --------------------------------- | --------------------- | --------------------- | --------------------- | -------------------- |
| Minneapolis-St. Paul, MN-WI       | 3 559 564 (3 684 928) | 3 670 977 (3 797 883) | 3,1 % (3,1 %)         | (14)                 |
| Rochester-Austin, MN              | 246 040               | 251 180               | 2,1 %                 | 118                  |
| Mankato-New Ulm-North Mankato, MN | 122 633               | 123 892               | 1,0 %                 | 153                  |
| Fargo-Wahpeton, ND-MN             | 65 575 (231 674)      | 67 218 (246 386)      | 2,5 % (6,4 %)         | (121)                |

En 2010, l'aire métropolitaine combinée de Minneapolis-St. Paul regroupait à elle seule 67,1 % de la population de l'État.

### Municipalités

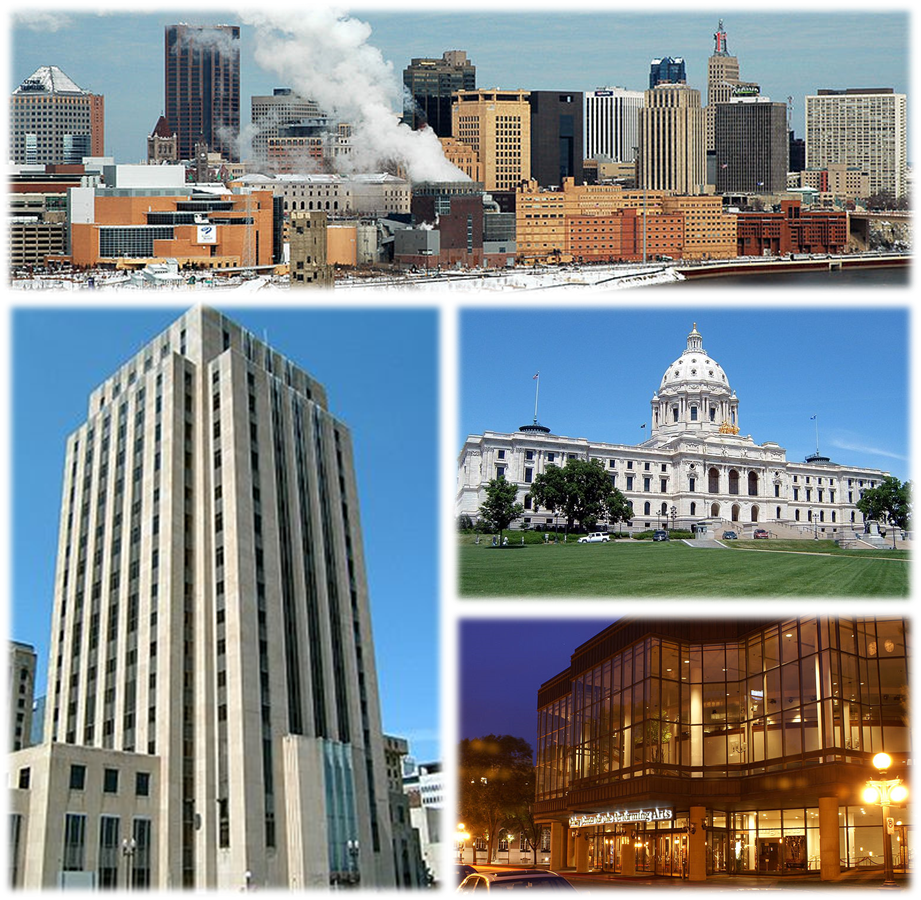
La capitale du Minnesota, Saint Paul.

L'État du Minnesota compte 853 municipalités, dont 19 de plus de 50 000 habitants.
| Rang | Municipalité  | Comté       | Population (recensement de 2010) | Population (recensement de 2020) | Estimation en 2023 |
| ---- | ------------- | ----------- | -------------------------------- | -------------------------------- | ------------------ |
| 1    | Minneapolis   | Hennepin    | 382 578                          | 429 954                          | 425 115            |
| 2    | St. Paul      | Ramsey      | 285 068                          | 311 527                          | 303 820            |
| 3    | Rochester     | Olmsted     | 106 769                          | 110 742                          | 122 413            |
| 4    | Duluth        | Saint Louis | 86 265                           | 86 697                           | 87 680             |
| 5    | Bloomington   | Hennepin    | 82 893                           | 89 987                           | 87 398             |
| 6    | Brooklyn Park | Hennepin    | 75 781                           | 86 478                           | 82 017             |
| 7    | Woodbury      | Washington  | 61 961                           | 75 102                           | 79 538             |
| 8    | Plymouth      | Hennepin    | 70 576                           | 81 026                           | 77 648             |
| 9    | Lakeville     | Dakota      | 55 954                           | 69 490                           | 76 243             |
| 10   | Blaine        | Anoka       | 57 186                           | 70 222                           | 73 774             |
| 11   | Maple Grove   | Hennepin    | 61 567                           | 70 253                           | 71 288             |
| 12   | St. Cloud     | Stearns     | 65 842                           | 68 881                           | 71 013             |
| 13   | Eagan         | Dakota      | 64 206                           | 68 855                           | 67 396             |
| 14   | Burnsville    | Dakota      | 60 306                           | 64 317                           | 64 772             |
| 15   | Coon Rapids   | Anoka       | 61 476                           | 63 599                           | 63 377             |
| 16   | Eden Prairie  | Hennepin    | 60 797                           | 64 198                           | 62 166             |
| 17   | Apple Valley  | Dakota      | 49 084                           | 56 374                           | 55 336             |
| 18   | Edina         | Hennepin    | 47 941                           | 53 494                           | 53 348             |
| 19   | Minnetonka    | Hennepin    | 49 734                           | 53 781                           | 52 463             |

La municipalité de Minneapolis était la 46e municipalité la plus peuplée des États-Unis en 2023.

### Réserves amérindiennes
| Réserve                    | Population | Peuple                    | % d'Amérindiens (métis inclus) | Remarque                    |
| -------------------------- | ---------- | ------------------------- | ------------------------------ | --------------------------- |
| Bois Forte                 | 874        | Ojibwés                   | 72,7                           |                             |
| Fond du Lac                | 4 250      | Ojibwés                   | 44,0                           |                             |
| Grand Portage              | 565        | Ojibwés                   | 69,7                           |                             |
| Ho-Chunk (en)              | 1 375      | Winnebagos                | 88,4                           | En partie dans le Wisconsin |
| Leech Lake                 | 10 660     | Ojibwés                   | 48,1                           |                             |
| Lower Sioux                | 419        | Mdewakantons et Wahpekute | 91,6                           |                             |
| Mille Lacs                 | 4 907      | Ojibwés                   | 35,2                           |                             |
| Prairie Island             | 217        | Mdewakantons              | 82,0                           |                             |
| Red Lake                   | 5 896      | Ojibwés                   | 98,5                           |                             |
| Shakopee Mdewakanton Sioux | 658        | Mdewakantons              | 61,7                           |                             |
| Upper Sioux                | 148        | Mdewakantons              | 89,9                           |                             |
| White Earth                | 9 562      | Ojibwés                   | 52,6                           |                             |

## Démographie

### Population

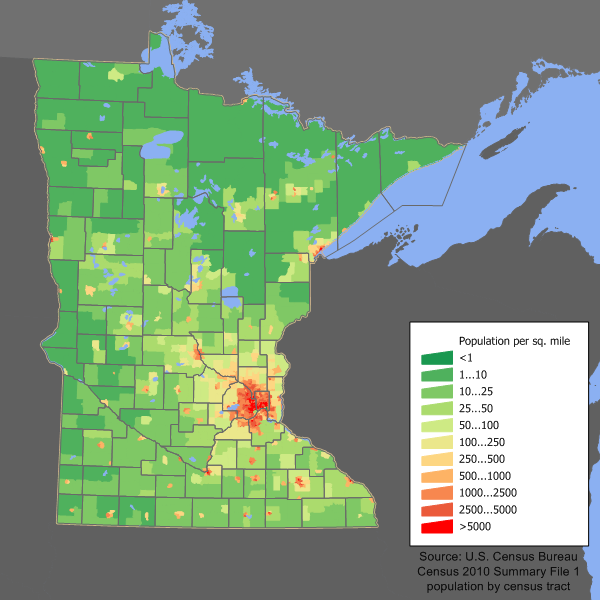
Densités de population en 2010 (en mille carré).

Le Bureau du recensement des États-Unis estime la population du Minnesota à 5 639 632 habitants au 1er juillet 2019, soit une hausse de 6,33 % depuis le recensement des États-Unis de 2010 qui tablait la population à 5 303 925 habitants. Depuis 2010, l'État connaît la 27e croissance démographique la plus soutenue des États-Unis.
Avec 5 303 925 habitants en 2010, le Minnesota était le 21e État le plus peuplé des États-Unis. Sa population comptait pour 1,72 % de la population du pays. Le centre démographique de l'État était localisé dans le nord du comté de Hennepin dans la ville de Rogers.
Avec 25,72 hab./km2 en 2010, le Minnesota était le 31e État le plus dense des États-Unis.
Le taux d'urbains était de 73,3 % et celui de ruraux de 26,7 %.
En 2010, le taux de natalité s'élevait à 12,9 ‰ (12,8 ‰ en 2012) et le taux de mortalité à 7,3 ‰ (7,4 ‰ en 2012). L'indice de fécondité était de 1,96 enfant par femme (1,94 en 2012). Le taux de mortalité infantile s'élevait à 4,5 ‰ (5,1 ‰ en 2012). La population était composée de 24,21 % de personnes de moins de 18 ans, 9,48 % de personnes entre 18 et 24 ans, 26,33 % de personnes entre 25 et 44 ans, 27,10 % de personnes entre 45 et 64 ans et 12,88 % de personnes de 65 ans et plus. L'âge médian était de 37,4 ans.
Entre 2010 et 2013, l'accroissement de la population (+ 116 455) était le résultat d'une part d'un solde naturel positif (+ 95 068) avec un excédent des naissances (221 965) sur les décès (126 897), et d'autre part d'un solde migratoire positif (+ 21 469) avec un excédent des flux migratoires internationaux (+ 38 525) et un déficit des flux migratoires intérieurs (- 17 056).
Selon des estimations de 2013, 91,8 % des Minnésotains étaient nés dans un État fédéré, dont 68,1 % dans l'État du Minnesota et 23,8 % dans un autre État (15,2 % dans le Midwest, 3,5 % dans l'Ouest, 3,2 % dans le Sud, 1,9 % dans le Nord-Est), 0,7 % étaient nés dans un territoire non incorporé ou à l'étranger avec au moins un parent américain et 7,4 % étaient nés à l'étranger de parents étrangers (38,7 % en Asie, 27,0 % en Amérique latine, 20,2 % en Afrique, 10,9 % en Europe, 2,7 % en Amérique du Nord, 0,4 % en Océanie). Parmi ces derniers, 51,5 % étaient naturalisés américain et 48,5 % étaient étrangers,.
Selon des estimations de 2012 effectuées par le Pew Hispanic Center, l'État comptait 95 000 immigrés illégaux, soit 1,8 % de la population.

### Composition ethno-raciale et origines ancestrales
Selon le recensement des États-Unis de 2010, la population était composée de 85,30 % de Blancs, 5,17 % de Noirs, 4,04 % d'Asiatiques (1,20 % de Hmongs, 0,62 % d'Indiens, 0,46 % de Chinois), 2,36 % de Métis, 1,15 % d'Amérindiens (0,63 % d'Ojibwés), 0,04 % d'Océaniens et 1,94 % de personnes n'entrant dans aucune de ces catégories.
Les Métis se décomposaient entre ceux revendiquant deux races (2,17 %), principalement blanche et noire (0,70 %), blanche et amérindienne (0,51 %) et blanche et asiatique (0,46 %), et ceux revendiquant trois races ou plus (0,19 %).
Les non-hispaniques représentaient 95,28 % de la population avec 83,05 % de Blancs, 5,07 % de Noirs, 4,02 % d'Asiatiques, 1,94 % de Métis, 1,04 % d'Amérindiens, 0,04 % d'Océaniens et 0,11 % de personnes n'entrant dans aucune de ces catégories, tandis que les Hispaniques comptaient pour 4,72 % de la population, principalement des personnes originaires du Mexique (3,32 %).
|                                         | 1940  | 1950  | 1960  | 1970  | 1980  | 1990  | 2000  | 2010  |
| --------------------------------------- | ----- | ----- | ----- | ----- | ----- | ----- | ----- | ----- |
| Blancs                                  | 99,16 | 99,03 | 98,76 | 98,19 | 96,56 | 94,41 | 89,45 | 85,30 |
| ———Non hispaniques                      |       |       |       |       | 96,09 | 93,74 | 88,16 | 83,05 |
| Noirs                                   | 0,36  | 0,47  | 0,65  | 0,92  | 1,31  | 2,17  | 3,49  | 5,17  |
| ———Non hispaniques                      |       |       |       |       |       |       | 3,43  | 5,07  |
| Asiatiques (et Océaniens jusqu'en 1990) | 0,03  | 0,07  | 0,11  | 0,20  | 0,65  | 1,78  | 2,89  | 4,04  |
| ———Non hispaniques                      |       |       |       |       |       |       | 2,87  | 4,02  |
| Amérindiens                             | 0,45  | 0,42  | 0,45  | 0,61  | 0,86  | 1,14  | 1,12  | 1,15  |
| ———Non hispaniques                      |       |       |       |       |       |       | 1,06  | 1,04  |
| Autres                                  |       | 0,01  | 0,03  | 0,09  | 0,62  | 0,50  | 3,05  | 4,34  |
| ———Non hispaniques                      |       |       |       |       |       |       | 1,57  | 2,10  |
| Hispaniques (toutes races confondues)   |       |       |       |       | 0,79  | 1,23  | 2,91  | 4,72  |

En 2013, le Bureau du recensement des États-Unis estime la part des non hispaniques à 95,1 %, dont 81,9 % de Blancs, 5,3 % de Noirs, 4,3 % d'Asiatiques, 2,4 % de Métis et 1,0 % d'Amérindiens, et celle des Hispaniques à 4,9 %.
En 2000, les Minnésotains s'identifiaient principalement comme étant d'origine allemande (36,7 %), norvégienne (17,3 %), irlandaise (11,2 %), suédoise (9,9 %), anglaise (6,3 %), polonaise (4,9 %) et française (4,1 %).
L'État avait la plus forte proportion de personnes d'origine suédoise, la 2e plus forte proportion de personnes d'origine norvégienne, la 5e plus forte proportion de personnes d'origine allemande, la 6e plus forte proportion de personnes d'origine tchèque (1,7 %), la 7e plus forte proportion de personnes d'origine danoise (1,8 %) ainsi que les 10e plus fortes proportions de personnes d'origine polonaise, française et canadienne-française (1,2 %).
L'État abrite la 20e communauté juive des États-Unis. Selon le North American Jewish Data Bank, l'État comptait 45 635 Juifs en 2013 (34 475 en 1971), soit 0,8 % de la population. Ils se concentraient essentiellement dans l'agglomération de Minneapolis-St. Paul-Bloomington (44 500). Ils constituaient une part significative de la population dans le comté de Hennepin (2,5 %).
Les Amérindiens s'identifiaient principalement comme étant Ojibwés (54,4 %) et Sioux (8,9 %).
Les Hispaniques étaient principalement originaires du Mexique (70,3 %) et de Porto Rico (4,3 %). Composée à 47,5 % de Blancs, 8,8 % de Métis, 2,2 % d'Amérindiens, 2,1 % de Noirs, 0,5 % d'Asiatiques, 0,1 % d'Océaniens et 38,8 % de personnes n'entrant dans aucune de ces catégories, la population hispanique représentait 17,6 % des Métis, 13,7 % des Océaniens, 9,0 % des Amérindiens, 2,6 % des Blancs, 1,9 % des Noirs, 0,6 % des Asiatiques et 94,2 % des personnes n'entrant dans aucune de ces catégories.
L'État avait la 6e plus forte proportion de personnes originaires de l'Équateur (0,14 %).
Les Asiatiques s'identifiaient principalement comme étant Hmongs (29,7 %), Indiens (15,4 %), Chinois (11,5 %), Viêts (11,0 %), Coréens (7,0 %), Laotiens (4,7 %), Philippins (4,4 %) et Cambodgiens (3,7 %).
L'État avait la plus forte proportion de Hmongs (1,20 %), la 3e plus forte proportion de Laotiens (0,19 %) et la 5e plus forte proportion de Cambodgiens (0,15 %).
L'État comptait également le 2e plus grand nombre de Hmongs (63 619), le 3e plus grand nombre de Laotiens (10 065) et le 6e plus grand nombre de Cambodgiens.
L'État regroupait à lui seul 25,7 % des Hmongs résidant aux États-Unis.
Les Métis se décomposaient entre ceux revendiquant deux origines ethniques (92,1 %), principalement blanche et noire (29,5 %), blanche et amérindienne (21,8 %), blanche et asiatique (19,5 %), blanche et autre (9,3 %) et noire et amérindienne (3,2 %), et ceux revendiquant trois origines ethniques ou plus (7,9 %).

### Religions
| Religion                    | Minnesota | États-Unis |
| --------------------------- | --------- | ---------- |
| Protestantisme traditionnel | 29        | 14,7       |
| Catholicisme                | 22        | 20,8       |
| Protestantisme évangélique  | 19        | 25,4       |
| Non affiliés                | 13        | 15,8       |
| Agnosticisme                | 4         | 4,0        |
| Athéisme                    | 3         | 3,1        |
| Églises noires              | 2         | 6,5        |
| Islam                       | 1         | 0,9        |
| Judaïsme                    | 1         | 1,9        |
| Mormons                     | 1         | 1,6        |
| Autres                      | 5         | 5,3        |

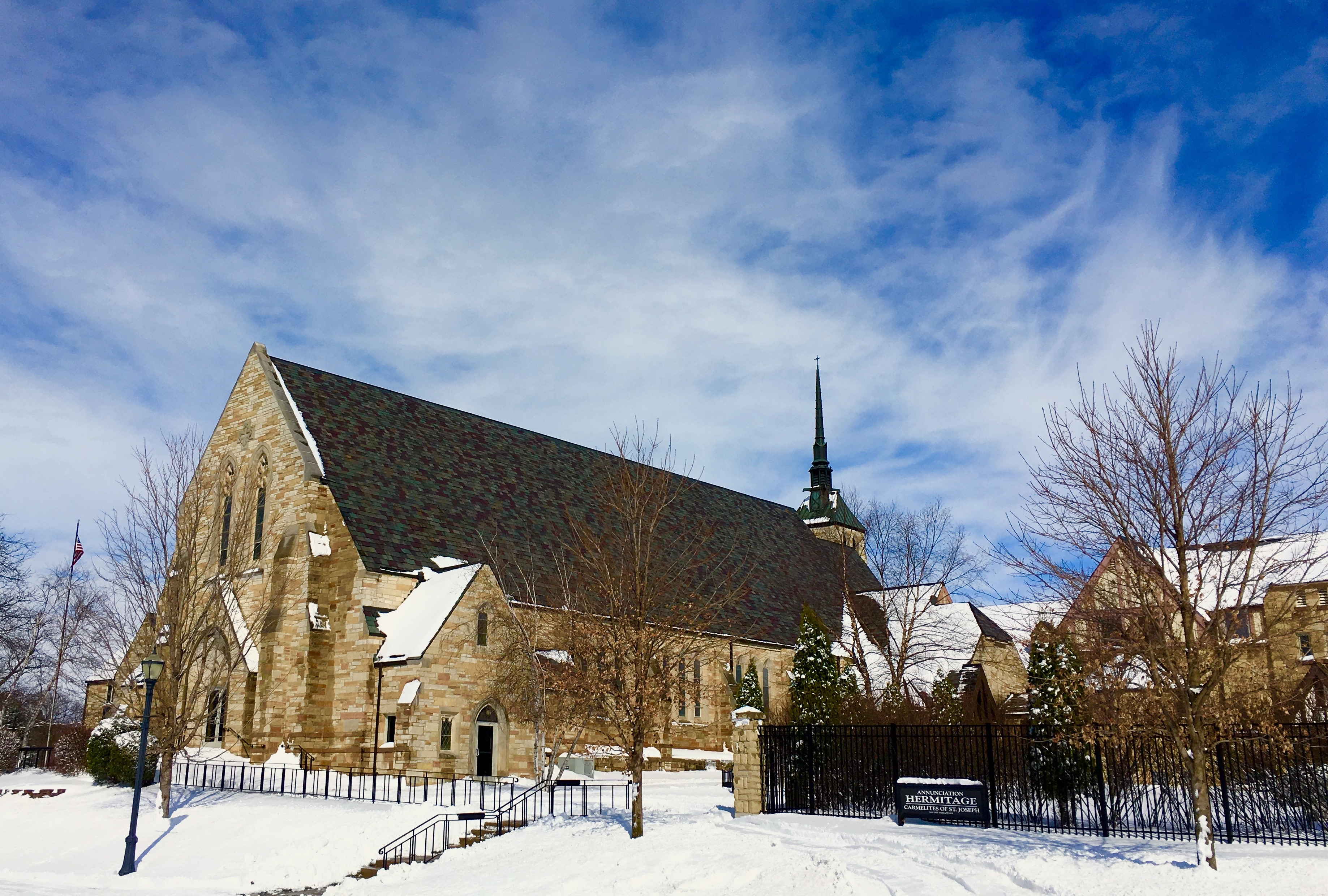
L'église catholique Queen of Angels située à Austin.

Selon l'institut de sondage The Gallup Organization, en 2015, 38 % des habitants du Minnesota se considèrent comme « très religieux » (40 % au niveau national), 30 % comme « modérément religieux » (29 % au niveau national) et 32 % comme « non religieux » (31 % au niveau national).

### Langues
Le Minnesota n'a pas de langue officielle.
| Langue               | 1980    | 1990    | 2000    | 2010    | 2016    |
| -------------------- | ------- | ------- | ------- | ------- | ------- |
| Anglais              | 94,41 % | 94,38 % | 91,53 % | 89,74 % | 88,87 % |
| Espagnol             | 0,59 %  | 1,05 %  | 2,88 %  | 3,74 %  | 3,82 %  |
| Allemand             | 1,44 %  | 1,12 %  | 0,76 %  | 0,52 %  | 0,41 %  |
| Français             | 0,27 %  | 0,34 %  | 0,33 %  | 0,32 %  | 0,29 %  |
| Norvégien            | 0,69 %  | 0,40 %  | 0,18 %  | 0,10 %  | —       |
| Finnois              | 0,34 %  | 0,23 %  | 0,12 %  | 0,07 %  | —       |
| Suédois              | 0,38 %  | 0,20 %  | 0,08 %  | 0,04 %  | —       |
| Vietnamien           | 0,12 %  | 0,21 %  | 0,36 %  | 0,41 %  | 0,45 %  |
| Hmong                | —       | 0,37 %  | 0,91 %  | 1,09 %  | 1,18 %  |
| Langues couchitiques | —       | —       | 0,28 %  | 0,66 %  | 1,21 %  |
| Autres               | 1,76 %  | 1,71 %  | 2,57 %  | 3,31 %  | 3,77 %  |

## Politique
Le Minnesota est connu pour sa tradition sociale-démocrate et progressiste. Cet État est l'un des seize qui ont aboli la peine de mort.
Dans cet État, le Parti démocrate s'appelle « Parti démocrate fermier ouvrier » (Democratic-Farmer-Labor Party, DFL) issu de la fusion en 1944 entre le Parti démocrate local et un parti plus à gauche, le Parti fermier ouvrier. Le DFL se partage alors la direction du Minnesota avec un Parti républicain plus progressiste que dans le reste du pays. Depuis 1991, le DFL éprouve des difficultés à se maintenir face à un Parti républicain en pleine reconquête électorale de l'État.
Actuellement, le vote démocrate se concentre surtout dans les Twin Cities de Minneapolis et Saint Paul tandis que le reste de l'État apporte globalement son soutien au Parti républicain. Cette évolution s'explique notamment par un sentiment d'abandon des électeurs ruraux qui estiment que les démocrates sont devenus trop urbains et libéraux, notamment sur les questions de société et d'environnement.
L'État est divisé en 87 comtés.

### Politique nationale

#### Un bastion démocrate pour les présidentielles

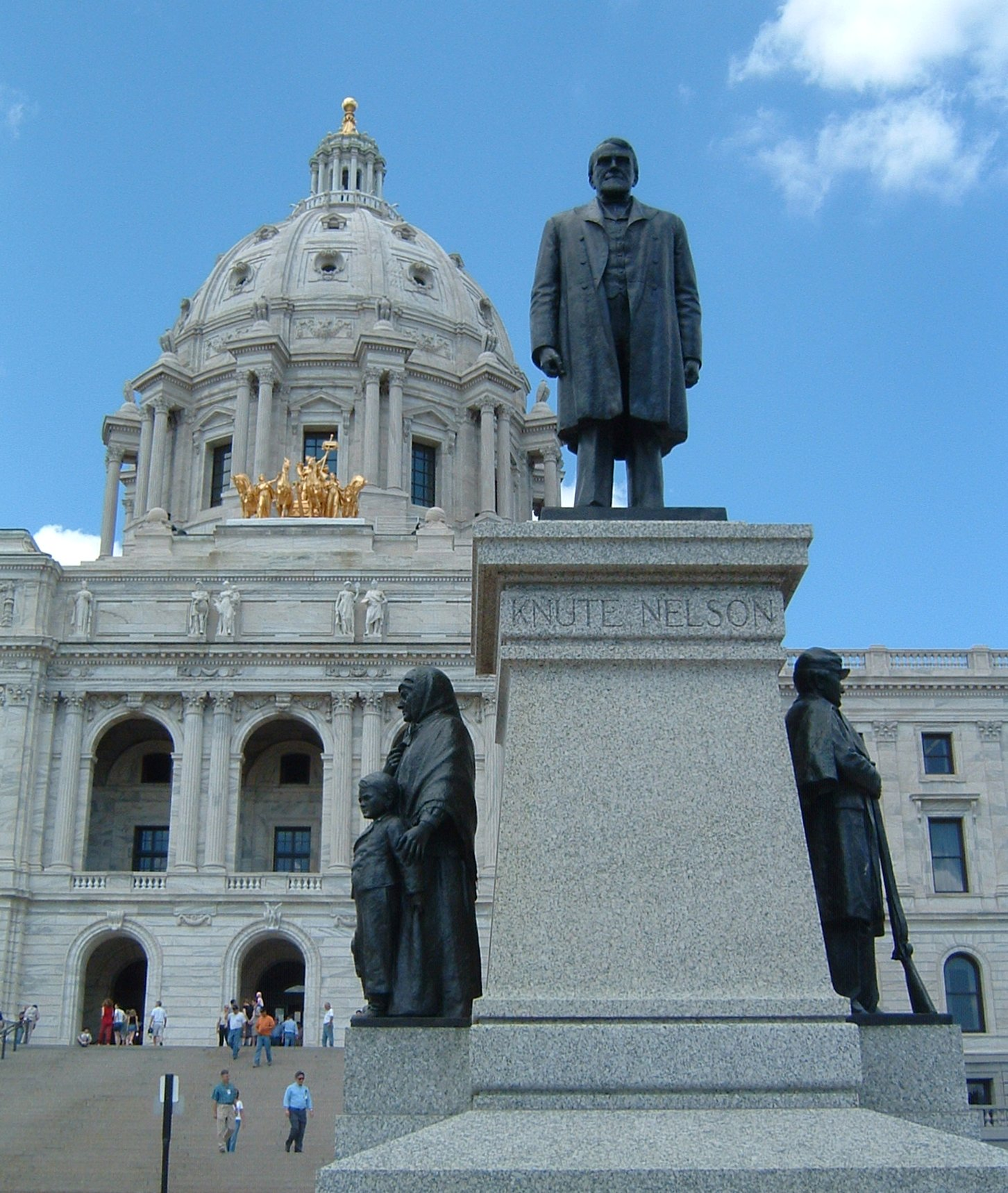
Statue de Knute Nelson devant la législature du Minnesota.

Bastion démocrate depuis 1932 et les mandats successifs de Franklin Delano Roosevelt (sauf durant le mandat de Dwight D. Eisenhower), le Minnesota est le seul État qui n'a plus voté pour un candidat républicain depuis Richard Nixon en 1972, qui l'avait emporté avec 51,58 % contre 46,07 % à George McGovern.
En 1984, il est le seul État, avec le district fédéral Washington DC, à voter pour le démocrate Walter Mondale (49,72 % contre 49,54 %), alors que les tous autres plébiscitent Ronald Reagan. Ce résultat est dû au fait que Mondale était sénateur pour l'État au Congrès.
Lors de l'élection présidentielle de 2004, le candidat démocrate John Kerry emporte l'État avec 51,09 % des voix contre 47,61 % au président républicain sortant George W. Bush réélu au niveau national. Ce score est l'un des meilleurs enregistrés par un candidat républicain à l'élection présidentielle depuis 1984.
Lors de l'élection présidentielle de 2008, le candidat démocrate Barack Obama emporte le Minnesota avec 54,06 % des voix contre 43,82 % au candidat républicain, John McCain. Cette performance est relativement faible considérant le résultat national et indique un basculement de l'État vers le centre.
En 2012, le président sortant Obama remporte une nouvelle fois le Minnesota avec 52,65 % des voix contre 44,96 % pour son adversaire républicain Mitt Romney.
Lors de l'élection présidentielle de 2016, il est le seul état du Midwest avec l'Illinois à résister à la victoire de Donald Trump sur la région, alors que l'Iowa et le Wisconsin, politiquement comparables, basculent. Hillary Clinton ne gagne qu'avec 45 000 voix d'avance soit moins de deux points d'écart. Les Républicains parviennent néanmoins à prendre le contrôle du Sénat de l'État.
Les démocrates gagnent l'État en 2020 et 2024.

#### Représentation fédérale
Au niveau fédéral, le Minnesota est représenté au Sénat des États-Unis par les démocrates Amy Klobuchar et Tina Smith. Le Minnesota est représenté à la Chambre des représentants par trois républicains (Pete Stauber, Jim Hagedorn et Tom Emmer) et cinq démocrates (Angie Craig, Betty McCollum, Dean Phillips, Collin Peterson, et Ilhan Omar).

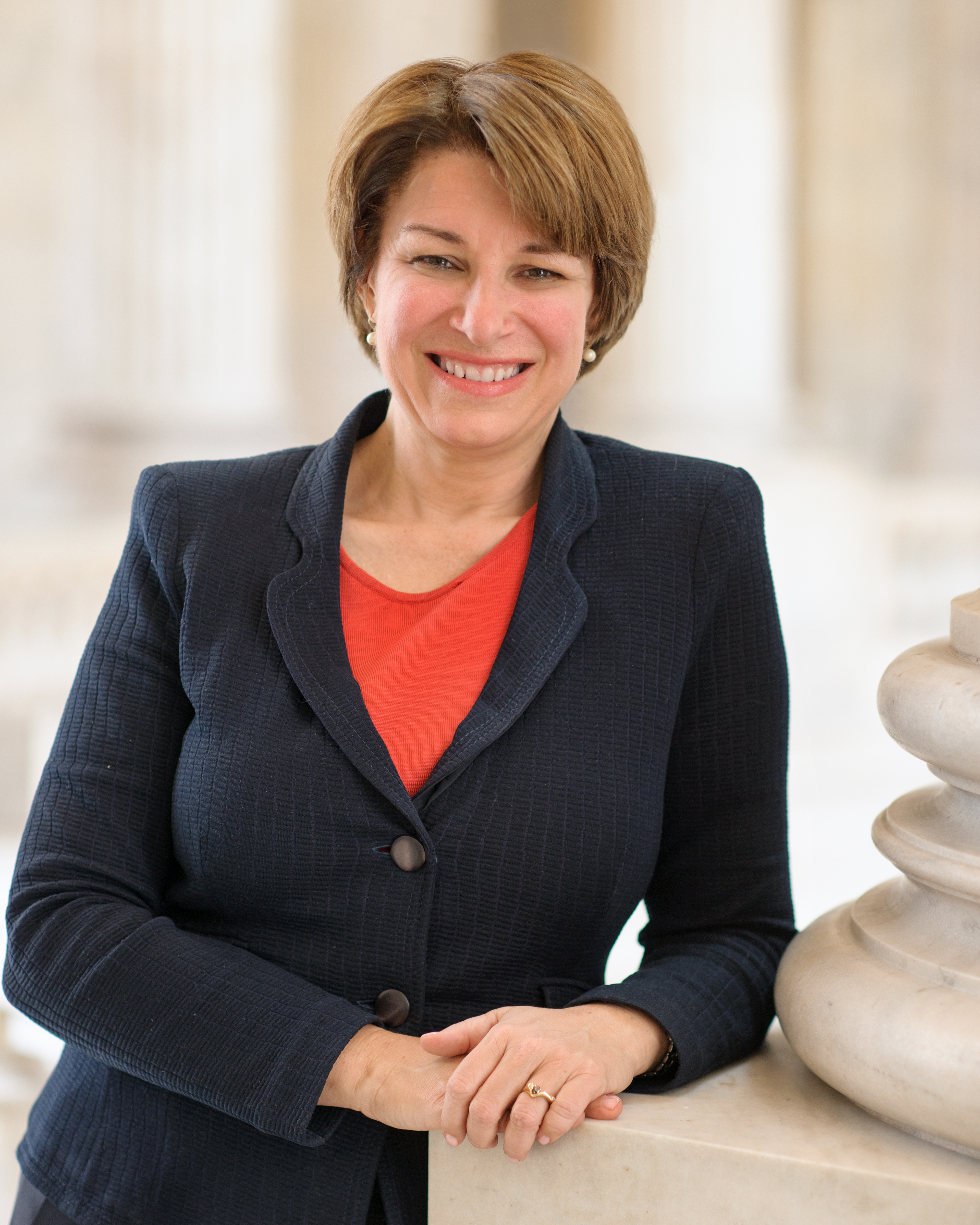
Amy Klobuchar, sénatrice depuis 2007.
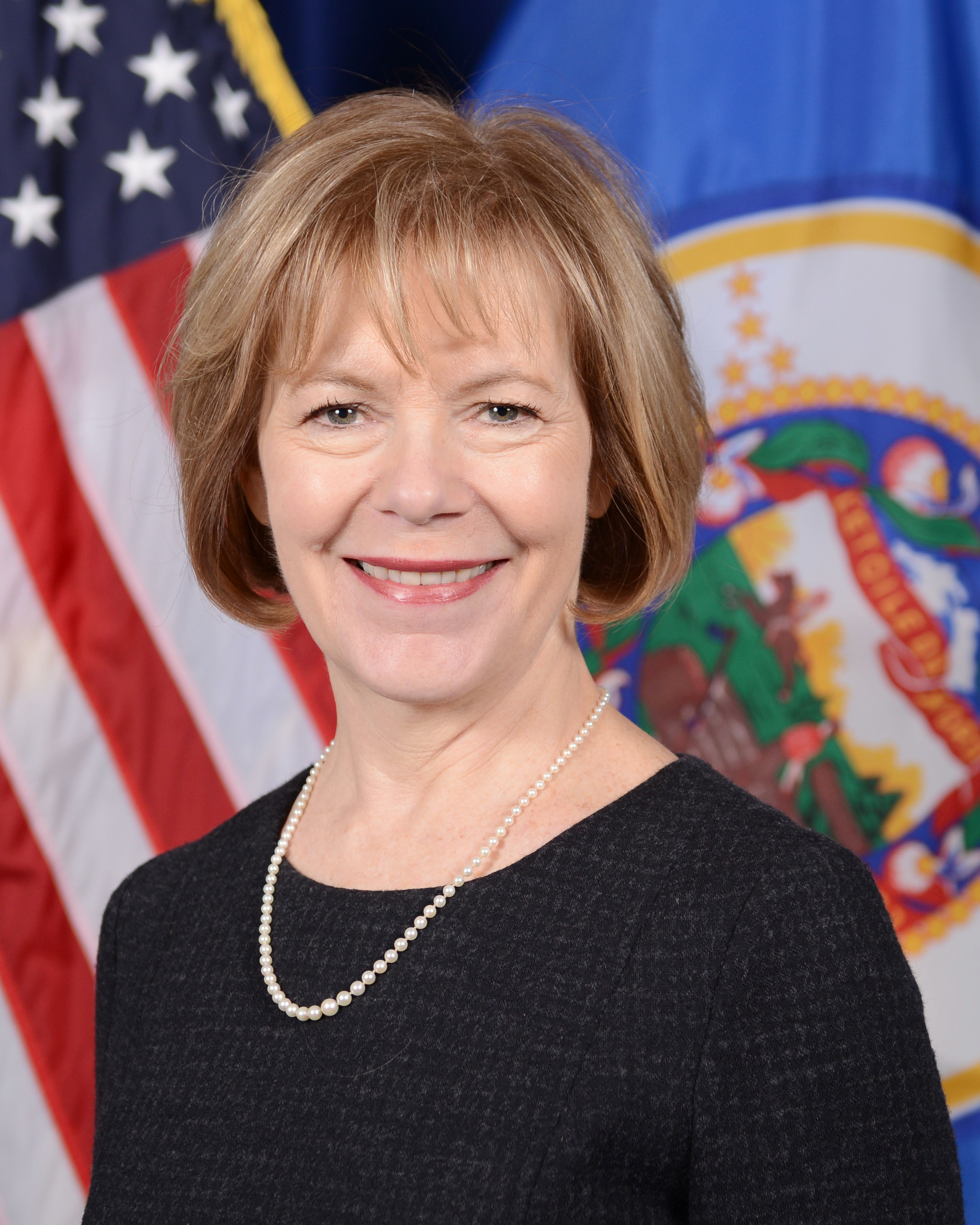
Tina Smith, sénatrice depuis 2018.

### Politique locale

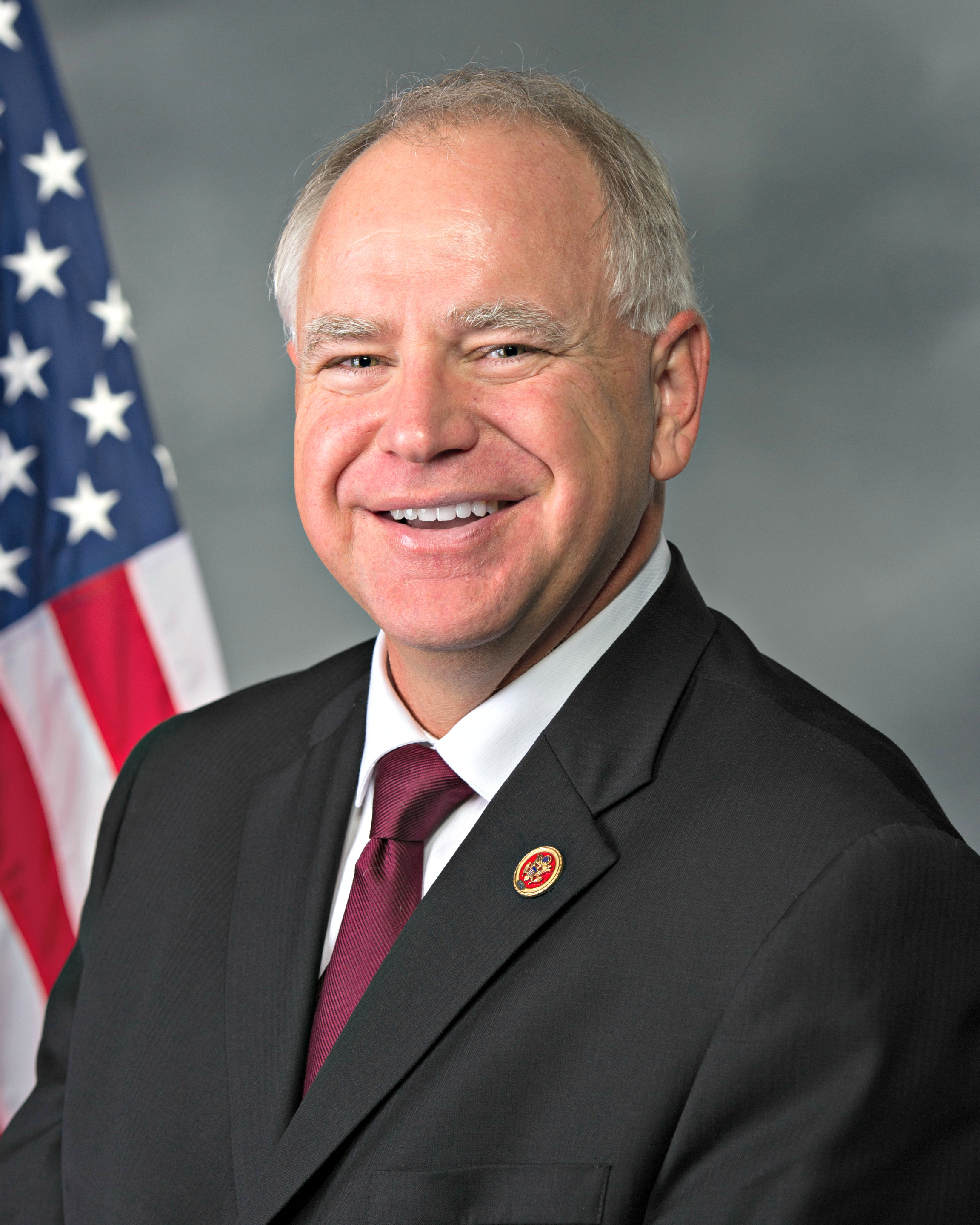
Tim Walz, gouverneur depuis 2019.

L'État est globalement dominé par les républicains de la fin de la guerre de Sécession jusqu'aux années 1920 mais la fusion entre les démocrates et le Parti fermier ouvrier crée un sérieux rival et met fin à cette domination.
Depuis le 7 janvier 2019, le gouverneur du Minnesota est le démocrate Tim Walz. Le poste de lieutenant-gouverneur est occupé par Peggy Flanagan.
La législature du Minnesota se partage entre un Sénat de 67 membres qui, lors de la session 2019-2021, est dominé par le Parti républicain (34 sièges) et par une Chambre des représentants de 134 membres dominée par le Parti démocrate fermier ouvrier (75 sièges).

## Économie
Le salaire minimum en 2020 dans l’État est de 10 dollars de l'heure dans les grandes entreprises et de 8,15 dollars dans les petites.
Il existe un fort écart de niveau de vie entre Minneapolis et les petites villes de l’État, dans lesquelles le chômage demeure élevé.
Comme partout aux États-Unis, les inégalités raciales tendent à croître depuis les années 1970. En 2020, le salaire médian annuel d’une famille blanche de Minneapolis approche les 100 000 dollars, tandis que celui d’un ménage noir n'est que de 28 500 dollars.

### Cessation d'activité de l'État du Minnesota enjuillet 2011
Le premier juillet 2011, le gouvernement du Minnesota a cessé toute activité administrative car les démocrates et les républicains ne pouvaient se mettre d'accord sur un budget et des impôts nécessaires au fonctionnement de l'État. Plus de 22 000 fonctionnaires se sont trouvés sans emploi, et les services publics ont cessé toute activité. Seuls les services indispensables ont continué à fonctionner. Après 20 jours de fermeture, les démocrates et les républicains sont parvenus à se mettre d'accord sur un budget et tous services suspendus ont recommencé à fonctionner.

### Les produits agricoles
La principale céréale produite dans le Minnesota est le maïs. Les champs de maïs se situent dans le sud et l’ouest de l’État. La production est d'un milliard de boisseaux en 1865, cinq milliards de boisseaux dans les années 1970, et 15 milliards de boisseaux à la fin des années 2010. Le soja est la seconde culture récoltée dans le Minnesota. Les champs de soja se situent dans le sud et l’ouest du Minnesota. Le blé est principalement récolté dans la zone nord-ouest du Minnesota. Le Minnesota est le plus gros producteur de betteraves à sucre des États-Unis. A l’ouest de l’État, des usines transforment les betteraves en sucre.

### Élevages
Élevage bovin
Dans le Minnesota, il y a une forte production de bœufs et de veaux, élevés pour produire de la viande. Grâce à ses vaches, le Minnesota fournit une importante production de lait et de produits laitiers.
Dans le Minnesota, des industries agroalimentaires transforment le lait en beurre, en fromage et en crème glacée.
Élevage porcin
Les porcs sont élevés pour produire de la viande, du jambon et des saucisses. L’élevage porcin se situe dans le sud du Minnesota.

### Ressources naturelles
Bois
Une énorme partie du nord-est du Minnesota est occupée par les forêts, où il n'y a ni élevage ni culture. Cependant, ce n'est pas une région sans intérêt. Les hommes exploitent cette ressource naturelle. Le bois du Minnesota sert notamment à la réalisation de planches et à la construction des maisons même dans d'autres États. Le bois du Minnesota est aussi utilisé pour la fabrication du papier.
Minerais
Dans le nord-est du Minnesota, comme dans beaucoup d’autres États autour des Grands Lacs se trouvent des gisements de minerais de fer et de taconite. C’est une ressource naturelle essentielle pour la réalisation du fer et de l’acier. Le minerai de fer et la taconite sont transportés en train vers les ports du lac Supérieur comme Duluth. Ensuite, ils sont transportés sur d'énormes bateaux.

### Tourisme
Bien sûr, les deux grandes villes Minneapolis et Saint Paul attirent de nombreux touristes. Mais le Minnesota est aussi célèbre pour ses parcs, ses réserves naturelles. Beaucoup de touristes viennent dans les comtés du Nord-Est admirer la forêt, les rivières, les chutes d'eau et les lacs. Certains visiteurs se rendent à Soudan Mine State Park pour découvrir l’histoire des mines de fer. Le Minnesota est aussi très réputé pour ses lacs, tel que le lac Supérieur.

### Commerce
Le centre commercial Mall of America, à Minneapolis-Saint Paul, attire tous les jours des centaines de visiteurs, qui viennent aussi bien du Minnesota que d'ailleurs. Le Mall of America est le plus grand centre commercial des États-Unis (le 2 avril 2021). Il comprend plus de 500 boutiques, 50 restaurants, 14 cinémas et 2 marchés aux bestiaux.
La foire du Minnesota, qui a lieu à Saint Paul en août, attire tous les ans un million de visiteurs.

### Transports
« Environ 210 818 kilomètres de routes traversent l’État du Minnesota. Les services de transports ferroviaires se sont dégradés, même si 12 des principales voies ferroviaires transportent encore des milliers de tonnes de marchandises sur 12 874 kilomètres de voies. La compagnie de transport de passagers connue par les Américains est la « Greyhound Corporation », fondée en 1914 à Hibbing, Minnesota.
Le Minnesota a environ 420 aéroports. Le plus grand étant l’aéroport international de Saint Paul-Minneapolis.
Le transport par bateaux reste essentiel pour le développement de l’économie du Minnesota. Les bateaux transportent du charbon et du pétrole. »

## Éducation

### Universités

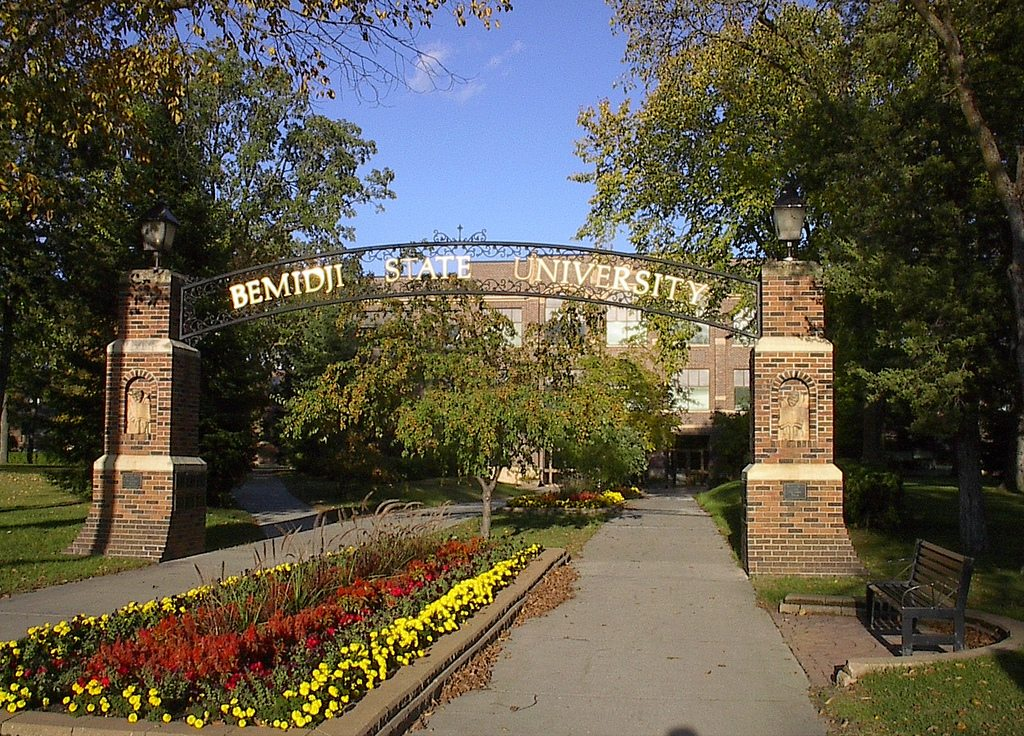
L'université d'État de Bemidji.

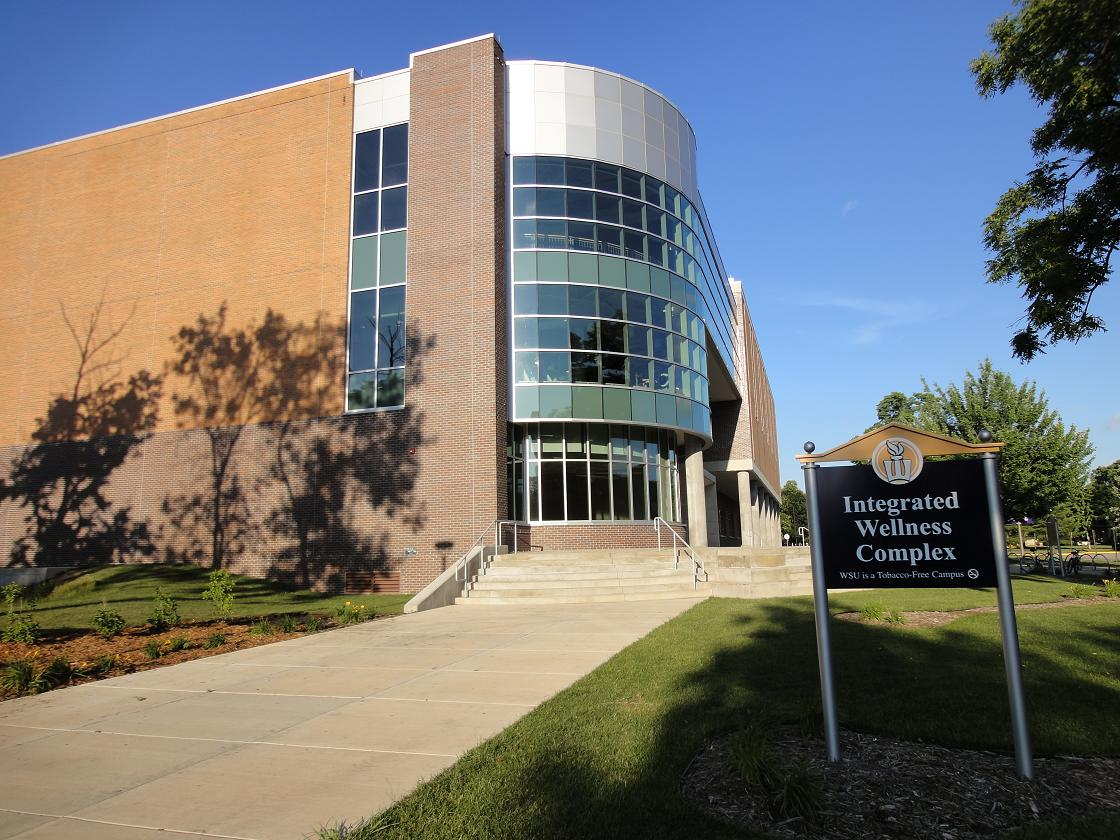
Le Integrated Wellness Complex de l'université d'État de Winona.

Les universités du Minnesota sont les suivantes, :
- Carleton College
- Université d'État de Bemidji
- Metropolitan State University
- Université d'État du Minnesota (Mankato)
- Université d'État du Minnesota (Moorhead)
- Université d'État de Saint Cloud
- Southwest Minnesota State University (en)
- University of Minnesota Crookston (en)
- Université du Minnesota à Duluth
- Collège St. Scholastica à Duluth (université privée)
- Université du Minnesota à Morris
- Université du Minnesota
- Université d'État de Winona

## Culture

### Cinéma et télévision
- L'acteur Richard Dean Anderson est originaire du Minnesota (Minneapolis), tout comme ses personnages de Angus MacGyver (MacGyver) et de Jack O'Neill (Stargate SG-1).
- A Serious Man des frères Coen décrit le parcours d'un professeur de mathématiques juif dans le Minnesota des années 1960.
- La série télévisée La Petite Maison dans la prairie se déroule à Walnut Grove, village du Minnesota. Les personnages de la série se déplacent souvent à Minneapolis, Saint Paul, Mankato, Sleepy Eye, ou Rochester.
- Le personnage de Marshall dans la série américaine How I Met Your Mother est originaire du Minnesota et y fait très souvent allusion.
- La série Fargo raconte l'histoire d'un tueur à gage manipulateur qui sème la zizanie dans une petite ville du Minnesota.
- La famille Walsh dans Beverly Hills 90210 en est originaire et Dylan McKay (Luke Perry) surnomme fréquemment et amicalement Brandon Walsh (Jason Priestley) « Minnesota ».

### Festivals
Le festival de la culture amérindienne se tient tous les ans en août près du lac Mille Lacs. On y célèbre le peuple des Ojibwés, ainsi que leur dévotion à la musique. Le carnaval d'hiver, qui a lieu en janvier à Saint Paul, est aussi très connu. On peut y voir une parade, des concours de sculptures sur glace. Le premier carnaval est apparu en 1886, alors qu'un froid glacial soufflait sur Saint Paul.

### Gastronomie
Les aliments les plus représentatifs du Minnesota sont,, :
- Lutefisk (poisson)
- Doré jaune (poisson)
- Hotdish (en)
- Lefse (pain)
- Köttbullar
- Chevreuil
- Booyah (en) (ragoût communautaire)
- Bar (poisson)
- Glorified rice (dessert)

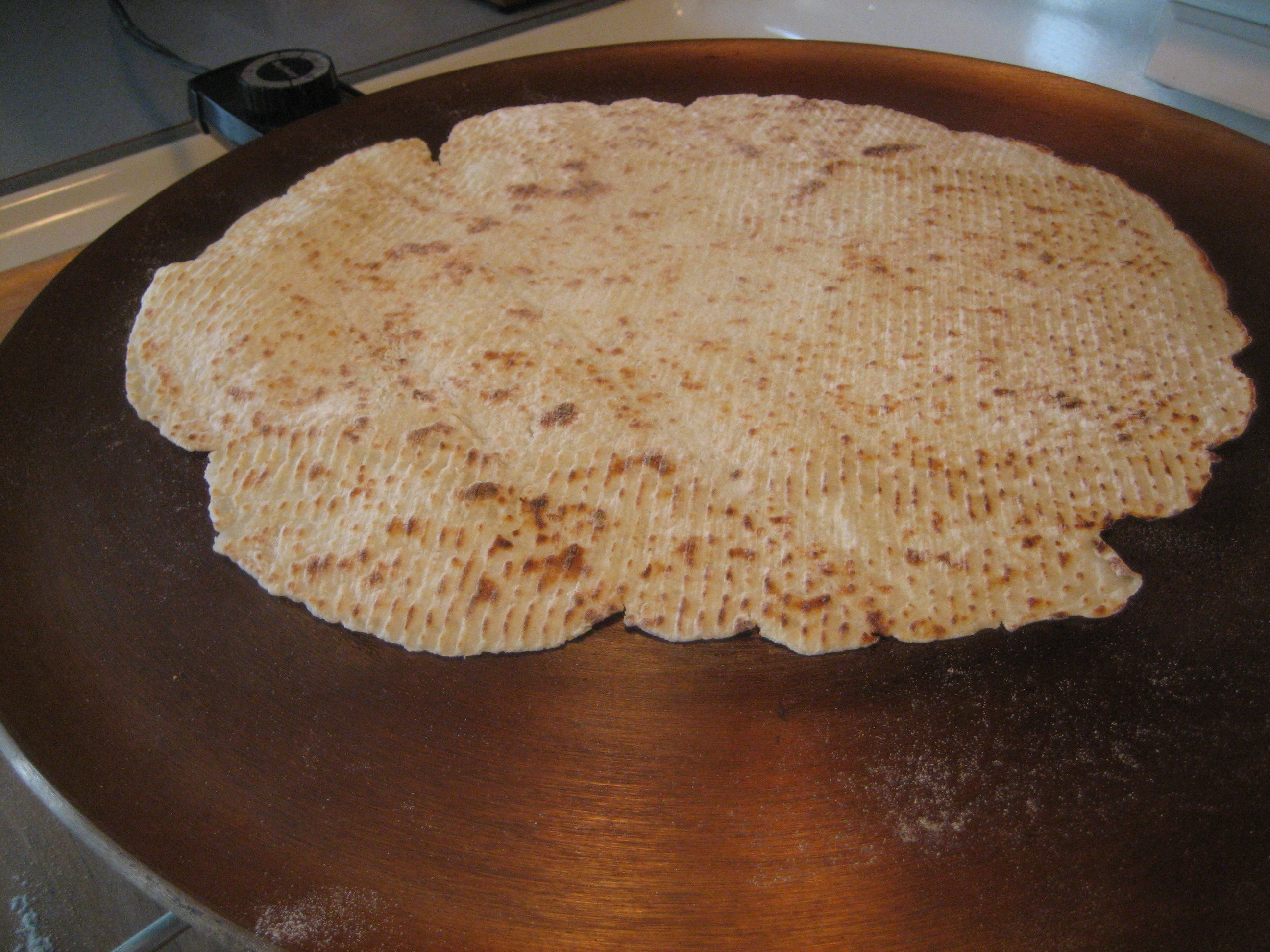
Le lefse.
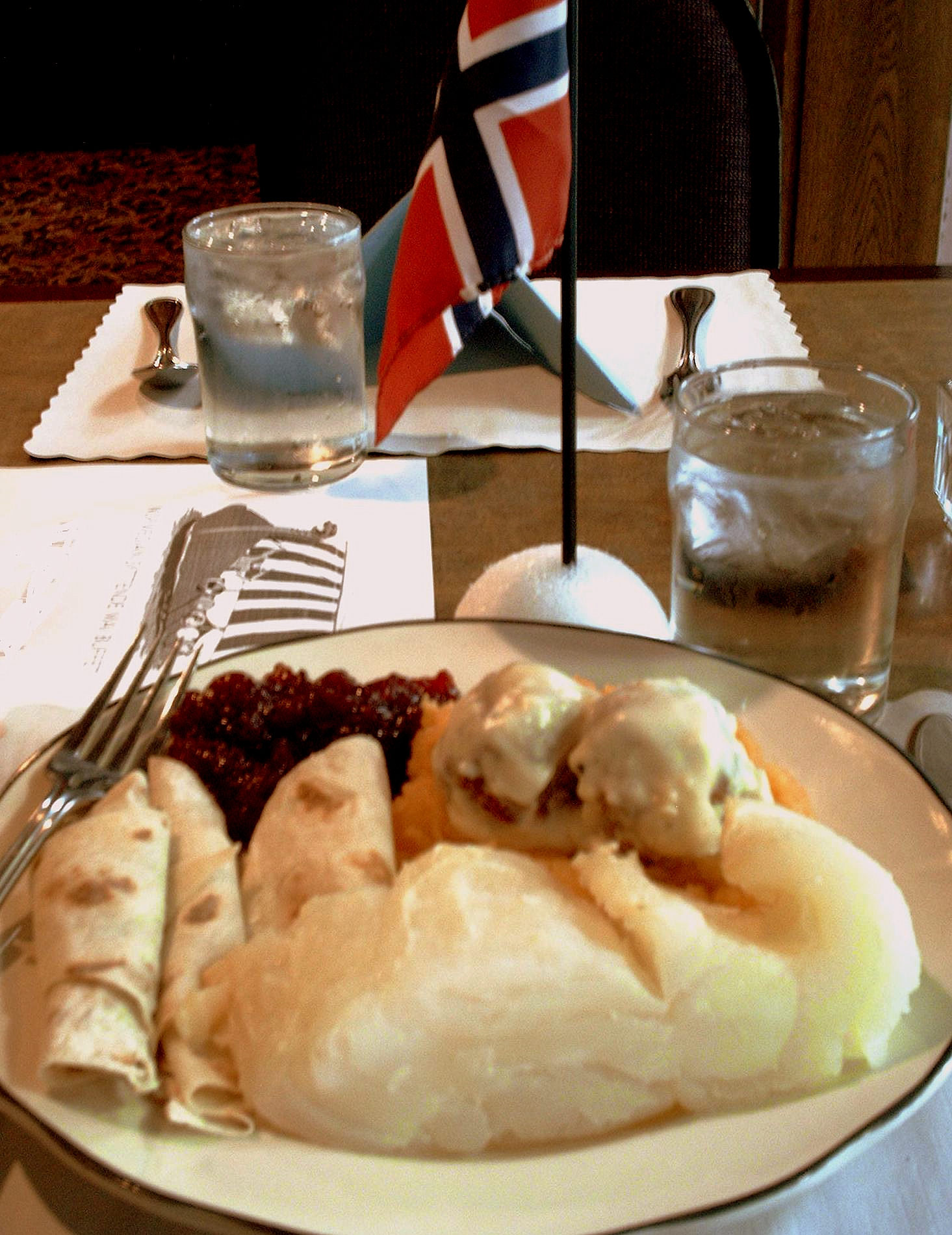
Le lutefisk (poisson).

## Sport

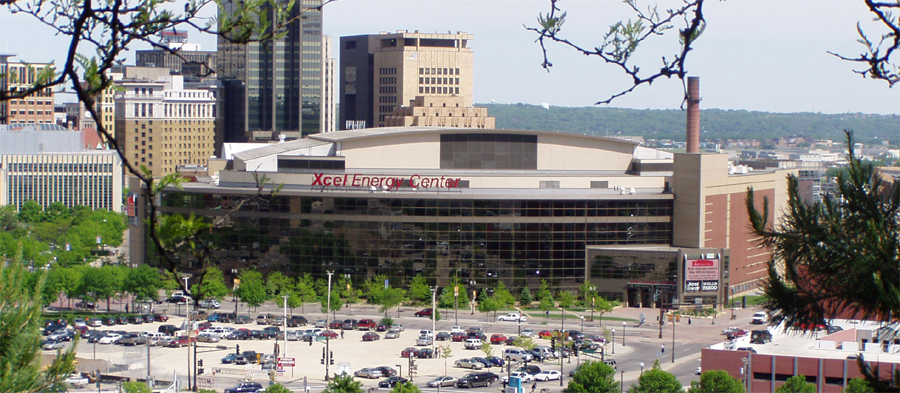
Le Xcel Energy Center situé à Saint Paul. Depuis 2000, c'est la patinoire du Wild du Minnesota.

- Golden Gophers du Minnesota (NCAA) fondé en 1882
- Twins du Minnesota (Ligue majeure de baseball) fondé en 1901
- Vikings du Minnesota (NFL) fondé en 1960
- Timberwolves du Minnesota (NBA) fondé en 1989
- Lynx du Minnesota (WNBA) fondé en 1999
- Wild du Minnesota (LNH) fondé en 2000
- Minnesota United Football Club (Major League Soccer) fondé en 2010
- PWHL Minnesota (Professional Women's Hockey Ligue) fondée en 2023

Il y a 2 255 équipes amateur de hockey sur glace enregistrées. Ce qui est plus que dans n'importe quel autre État.

## Codes
Le Minnesota a pour codes :
- MN, selon la norme ISO 3166-2 (liste des principales subdivisions d'un pays).